# RS-854
Pour les articles homonymes, voir Route 854.
La RS-854 est une route locale du Nord-Ouest de l'État du Rio Grande do Sul reliant la BR-386, depuis le territoire de la municipalité de Soledade, à la commune de Mormaço. Elle dessert ces deux seules villes, et est longue de 14,300 km.